# Brandov
Brandov (Duits: Brandau) is een Tsjechische gemeente in de regio Ústí nad Labem, en maakt deel uit van het district Most.

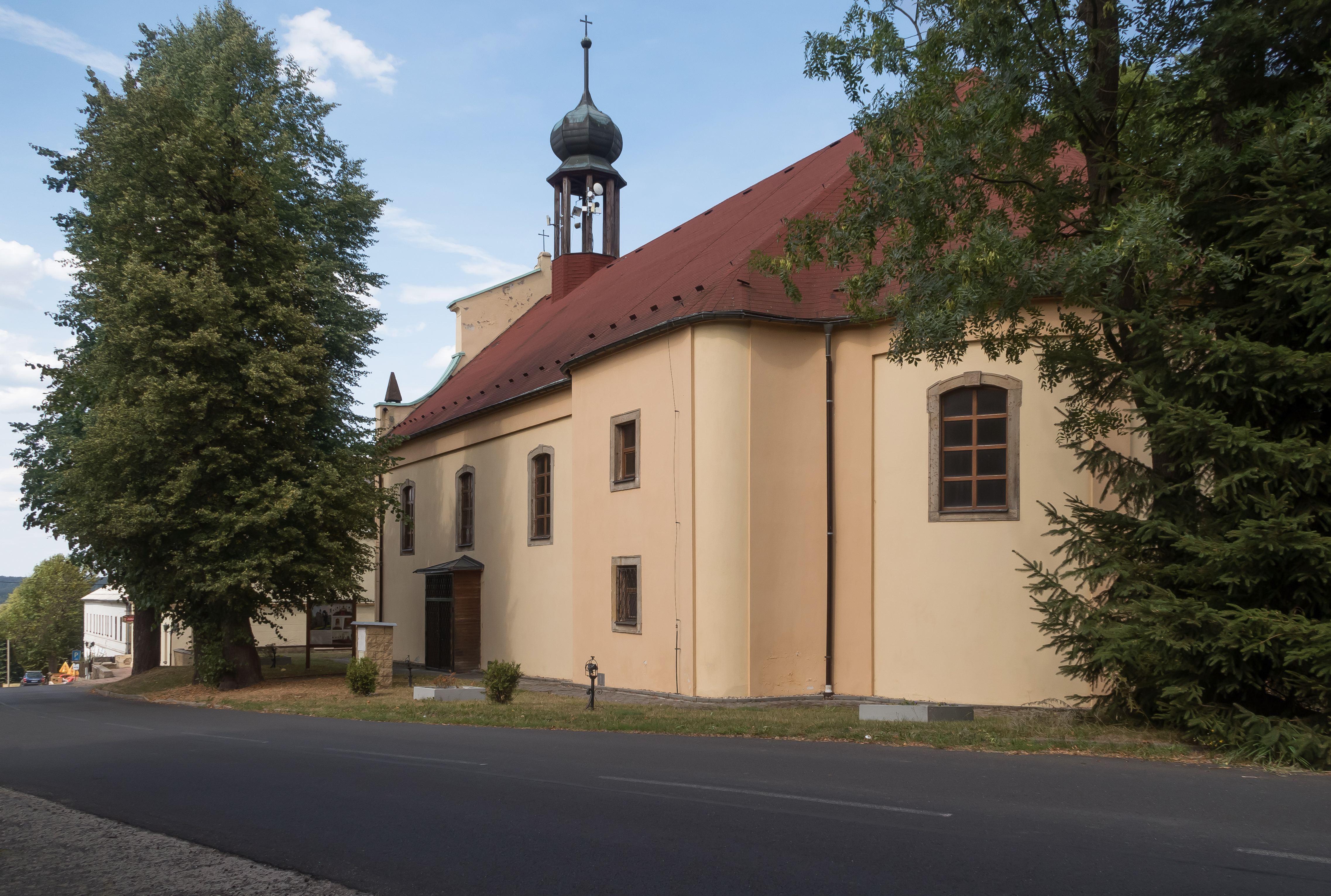
Kerk (kostel svatého Michaela archanděla) in Brandov

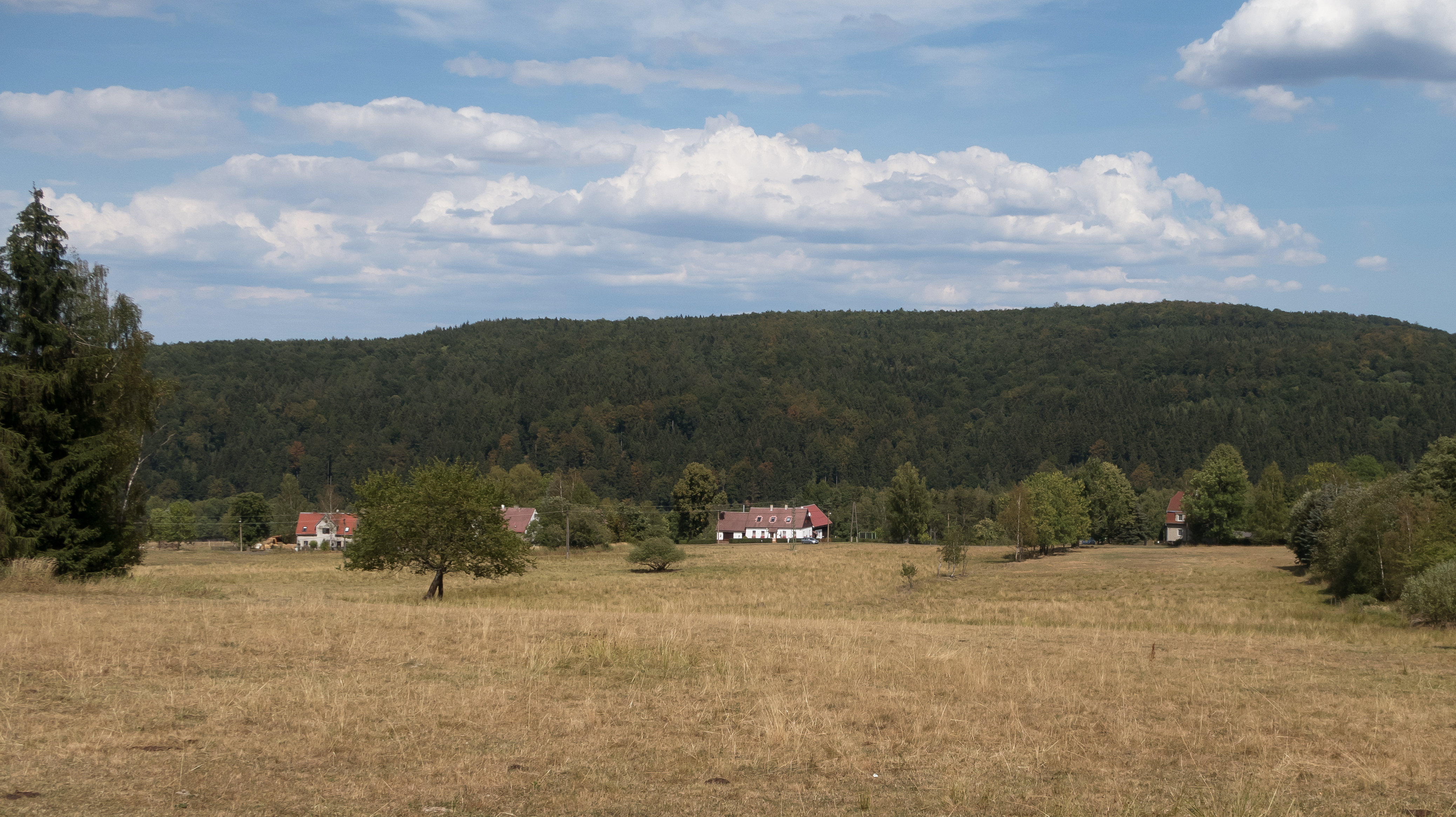
Panorama bij Brandov

Brandov telt 263 inwoners (2011).
Bečov ·
Bělušice ·
Braňany ·
Brandov ·
Český Jiřetín ·
Havraň ·
Hora Svaté Kateřiny ·
Horní Jiřetín ·
Klíny ·
Korozluky ·
Lišnice ·
Litvínov ·
Lom ·
Louka u Litvínova ·
Lužice ·
Malé Březno ·
Mariánské Radčice ·
Meziboří ·
Most ·
Nová Ves v Horách ·
Obrnice ·
Patokryje ·
Polerady ·
Skršín ·
Volevčice ·
Želenice